# Zwemmen op de Paralympische Zomerspelen 1960
De Ie Paralympische Spelen werden in 1960 gehouden in Rome, Italië en werden samen met de Olympische Zomerspelen in Rome gehouden. Zwemmen was een van de acht sporten die beoefend werden tijdens deze paralympics. Er stonden bij het Zwemmen 62 evenementen op het programma. Voor Nederland werden er bij de vrouwen 3 gouden medailles behaald en 1 zilveren medaille. De mannen haalden 1 zilveren medaille op de 3x50 m Vrije slag.

## Evenementen
Er stonden bij het Zwemmen 62 evenementen op het programma. Waarvan 31 voor de mannen en 28 voor de vrouwen.
Dit was het enige keer dat de Crawl als evenement op het programma van het zwemmen stond.
- 25 m Crawl
- 50 m Crawl

- 25 m Rugslag
- 50 m Rugslag

- 25 m Schoolslag
- 50 m Schoolslag

- 3x50 m Vrije Slag

  3x50m vrije slag was 1 evenement waar mannelijke deelnemers uit alle klassen aan mee mochten doen.

## Mannen
| \| Rank \| Land \| Tijd \| \| ---- \| -------------- \| ------ \| \| 1 \| West-Duitsland \| 2:34.8 \| \| 2 \| Nederland \| 2:42.5 \| \| 3 \| Noorwegen \| 2:46.1 \| |                |        |
| Rank | Land           | Tijd   |
| 1 | West-Duitsland | 2:34.8 |
| 2 | Nederland      | 2:42.5 |
| 3 | Noorwegen      | 2:46.1 |

### Crawl 25 m
| Klasse                     | Snelste tijd | land | Goud           | land | Zilver   | land | Brons           |
| -------------------------- | ------------ | ---- | -------------- | ---- | -------- | ---- | --------------- |
| complete class 1           | 47.7         | AUT  | Schneider      | GBR  | S. Miles |      |                 |
| complete class 2           | 33.6         | ITA  | Carlo Jannucci | ITA  | Fontana  | USA  | V. Ward         |
| incomplete class 1         | 23.7         | GBR  | L. Halford     | ITA  | Girardi  |      |                 |
| incomplete class 2         | 25.6         | ITA  | Renzo Rogo     | ITA  | Grimaldi | ITA  | Ottavio Moscone |
| Juniors incomplete class 2 | 41.9         | FRA  | Jarrige        |      |          |      |                 |
| Juniors incomplete class 4 | 21.9         | NOR  | Ersud          |      |          |      |                 |

### Crawl 50 m
| Klasse             | Snelste tijd | land | Goud            | land | Zilver        | land | Brons        |
| ------------------ | ------------ | ---- | --------------- | ---- | ------------- | ---- | ------------ |
| complete class 3   | 44.0         | NOR  | Harald Gunnerup | NOR  | Hansen        | USA  | R. Hawkes    |
| complete class 4   | 51.0         | FIN  | Tauno Valkama   | USA  | R. Maduro     | USA  | Hall         |
| omplete class 5    | 37.9         | SUI  | Denis Favre     | ARG  | J. Sznitowski | ITA  | Franco Rossi |
| incomplete class 3 | 44.6         | AUT  | Igel            | GBR  | G. Williams   | FRG  | Sodenkamp    |
| incomplete class 4 | 38.4         | ITA  | Enzo Santini    | USA  | Sones         | FRG  | Sinterman    |

### Rugslag 25 m
| Klasse                     | Snelste tijd | land | Goud            | land | Zilver         | land | Brons       |
| -------------------------- | ------------ | ---- | --------------- | ---- | -------------- | ---- | ----------- |
| complete class 1           | 45.4         | FRG  | Stroebel        | GBR  | S. Miles       | AUT  | Schneider   |
| complete class 2           | 31.5         | GBR  | Crowder         | ITA  | Carlo Jannucci | USA  | V. Ward     |
| incomplete class 1         | 34.1         | GBR  | L. Halford      | FRG  | Wetzel         | ITA  | Pasquarelli |
| incomplete class 2         | 31.8         | ITA  | Ottavio Moscone | GBR  | L. Halford     | NOR  | Nilsen      |
| Juniors incomplete class 2 | 26.8         | NOR  | Kalberg         | FRA  | Jarrige        |      |             |
| Juniors incomplete class 4 | 27.1         | NOR  | Ersud           |      |                |      |             |

### Rugslag 50 m
| Klasse             | Snelste tijd | land | Goud          | land | Zilver     | land | Brons            |
| ------------------ | ------------ | ---- | ------------- | ---- | ---------- | ---- | ---------------- |
| complete class 3   | 1:03.8       | USA  | W. Johnson    | USA  | R. Hawkes  | ITA  | Aroldo Ruschioni |
| complete class 4   | 57.0         | USA  | R. Maduro     | GBR  | P. Stanton | ISR  | Globus           |
| omplete class 5    | 48.0         | ARG  | J. Sznitowski | ITA  | Carfagna   |      |                  |
| incomplete class 3 | 48.7         | FRG  | Sodenkamp     | AUT  | Igel       |      |                  |
| incomplete class 4 | 53.8         | ITA  | Enzo Santini  | USA  | Sones      | GBR  | Brindle          |

### Schoolslag 25 m
| Klasse                   | Snelste tijd | land | Goud           | land | Zilver     | land | Brons           |
| ------------------------ | ------------ | ---- | -------------- | ---- | ---------- | ---- | --------------- |
| complete class 1         | 41.1         | FRG  | Stroebel       | AUT  | Schneider  | GBR  | S. Miles        |
| complete class 2         | 30.9         | ITA  | Carlo Jannucci | USA  | V. Ward    | ITA  | Fontana         |
| incomplete class 1 and 2 | 35.2         | FRG  | Wetzel         | GBR  | L. Halford |      |                 |
| incomplete class 2       | 35.9         | ITA  | Renzo Rogo     | ITA  | Grimaldi   | ITA  | Ottavio Moscone |

### Schoolslag 50 m
| Klasse             | Snelste tijd | land | Goud            | land | Zilver     | land | Brons              |
| ------------------ | ------------ | ---- | --------------- | ---- | ---------- | ---- | ------------------ |
| complete class 3   | 1:05.5       | USA  | R. Hawkes       | USA  | W. Johnson | ITA  | Cipriano Gasperini |
| complete class 4   | 1:03.0       | NOR  | Brager          | ITA  | Di Pasquo  | AUT  | Walter Telsnig     |
| omplete class 5    | 1:23.5       | ITA  | Franco Rossi    |      |            |      |                    |
| incomplete class 3 | 52.9         | FRG  | Sodenkamp       | FRG  | Kadau      | AUT  | Igel               |
| incomplete class 4 | 53.8         | NOR  | Harald Gunnerup | NOR  | Leira      | USA  | Sones              |

## Vrouwen

### Crawl 25 m
| Klasse                     | Snelste tijd | land | Goud            | land | Zilver    | land | Brons |
| -------------------------- | ------------ | ---- | --------------- | ---- | --------- | ---- | ----- |
| complete class 1           | 41.6         | NED  | Arriens-Kappens |      |           |      |       |
| complete class 2           | 39.6         | IRL  | Joan Horan      | AUT  | R. Kuhnel |      |       |
| incomplete class 1         | 1:27.2       | GBR  | Anderson        |      |           |      |       |
| incomplete class 2         | 40.2         | ITA  | Anna Maria Toso |      |           |      |       |
| Juniors incomplete class 4 | 30.3         | NOR  | Vagrum          |      |           |      |       |

### Crawl 50 m
| Klasse             | Snelste tijd | land | Goud             | land | Zilver            | land | Brons |
| ------------------ | ------------ | ---- | ---------------- | ---- | ----------------- | ---- | ----- |
| complete class 3   | 58.5         | AUT  | Berger-Waldenegg | AUT  | I. Driessler      |      |       |
| complete class 4   | 1:18.0       | GBR  | P. Foulds        |      |                   |      |       |
| omplete class 5    | 47.0         | AUS  | Daphne Ceeney    | ARG  | Mier              |      |       |
| incomplete class 3 | 1:15.3       | ARG  | Perazzo          |      |                   |      |       |
| incomplete class 4 | 50.5         | FRG  | Zander           | RHO  | Margaret Harriman | ARG  | Galan |

### Rugslag 25 m
| Klasse                     | Snelste tijd | land | Goud            | land | Zilver          | land | Brons   |
| -------------------------- | ------------ | ---- | --------------- | ---- | --------------- | ---- | ------- |
| complete class 1           | 40.6         | GBR  | Anderson        |      |                 |      |         |
| complete class 2           | 41.6         | AUT  | R. Kuhnel       | GBR  | Susan Masham    |      |         |
| incomplete class 1         | 50.4         | NED  | Arriens-Kappens |      |                 |      |         |
| incomplete class 2         | 33.7         | GBR  | Masson          | ITA  | Anna Maria Toso | ITA  | Mazzoni |
| Juniors incomplete class 4 | 28.1         | NOR  | Reklev          | NOR  | Myrheim         | NOR  | Vagrum  |

### Rugslag 50 m
| Klasse             | Snelste tijd | land | Goud             | land | Zilver             | land | Brons             |
| ------------------ | ------------ | ---- | ---------------- | ---- | ------------------ | ---- | ----------------- |
| complete class 3   | 1:04.0       | AUT  | Berger-Waldenegg | AUT  | I. Driessler       | GBR  | J. Laughton       |
| complete class 4   | 1:18.1       | GBR  | P. Foulds        | ITA  | Maria Scutti       | AUT  | Dorfel            |
| omplete class 5    | 1:49.2       | GBR  | Maugham          |      |                    |      |                   |
| incomplete class 3 | 1:12.7       | AUT  | Scharf           | FRG  | Marlene Muhlendyck | GBR  | Waller            |
| incomplete class 4 | 54.3         | FRG  | Zander           | ARG  | Djukich            | RHO  | Margaret Harriman |

### Schoolslag 25 m
| Klasse                     | Snelste tijd | land | Goud            | land | Zilver        | land | Brons     |
| -------------------------- | ------------ | ---- | --------------- | ---- | ------------- | ---- | --------- |
| complete class 1           | 50.5         | NED  | Arriens-Kappens | ISR  | Engel         |      |           |
| complete class 2           | 41.6         | GBR  | Susan Masham    | SUI  | Simone Knusli | AUT  | R. Kuhnel |
| incomplete class 1         | 1:29.2       | GBR  | Anderson        |      |               |      |           |
| incomplete class 2         | 49.2         | ITA  | Anna Maria Toso |      |               |      |           |
| Juniors incomplete class 4 | 37.3         | NOR  | Reklev          |      |               |      |           |

### Schoolslag 50 m
| Klasse             | Snelste tijd | land | Goud             | land | Zilver       | land | Brons             |
| ------------------ | ------------ | ---- | ---------------- | ---- | ------------ | ---- | ----------------- |
| complete class 3   | 1:21.5       | AUT  | Berger-Waldenegg | NED  | E. Gaarlandt | GBR  | J. Laughton       |
| complete class 4   | 2:13.8       | ITA  | Maria Scutti     |      |              |      |                   |
| omplete class 5    | 1:29.9       | AUS  | Daphne Ceeney    |      |              |      |                   |
| incomplete class 3 | 1:57.5       | AUT  | Scharf           |      |              |      |                   |
| incomplete class 4 | 1:05.0       | FRG  | Zander           | GBR  | Edwards      | RHO  | Margaret Harriman |

De Ie Paralympische Spelen werden in 1960 gehouden in Rome, Italië en werden samen met de Olympische Zomerspelen in Rome gehouden. Zwemmen was een van de acht sporten die beoefend werden tijdens deze paralympics. Er stonden bij het Zwemmen 62 evenementen op het programma. Voor Nederland werden er bij de vrouwen 3 gouden medailles behaald en 1 zilveren medaille. De mannen haalden 1 zilveren medaille op de 3x50 m Vrije slag.

## Evenementen
Er stonden bij het Zwemmen 62 evenementen op het programma. Waarvan 31 voor de mannen en 28 voor de vrouwen.
Dit was het enige keer dat de Crawl als evenement op het programma van het zwemmen stond.
- 25 m Crawl
- 50 m Crawl

- 25 m Rugslag
- 50 m Rugslag

- 25 m Schoolslag
- 50 m Schoolslag

- 3x50 m Vrije Slag

  3x50m vrije slag was 1 evenement waar mannelijke deelnemers uit alle klassen aan mee mochten doen.

## Mannen
| \| Rank \| Land \| Tijd \| \| ---- \| -------------- \| ------ \| \| 1 \| West-Duitsland \| 2:34.8 \| \| 2 \| Nederland \| 2:42.5 \| \| 3 \| Noorwegen \| 2:46.1 \| |                |        |
| Rank | Land           | Tijd   |
| 1 | West-Duitsland | 2:34.8 |
| 2 | Nederland      | 2:42.5 |
| 3 | Noorwegen      | 2:46.1 |

### Crawl 25 m
| Klasse                     | Snelste tijd | land | Goud           | land | Zilver   | land | Brons           |
| -------------------------- | ------------ | ---- | -------------- | ---- | -------- | ---- | --------------- |
| complete class 1           | 47.7         | AUT  | Schneider      | GBR  | S. Miles |      |                 |
| complete class 2           | 33.6         | ITA  | Carlo Jannucci | ITA  | Fontana  | USA  | V. Ward         |
| incomplete class 1         | 23.7         | GBR  | L. Halford     | ITA  | Girardi  |      |                 |
| incomplete class 2         | 25.6         | ITA  | Renzo Rogo     | ITA  | Grimaldi | ITA  | Ottavio Moscone |
| Juniors incomplete class 2 | 41.9         | FRA  | Jarrige        |      |          |      |                 |
| Juniors incomplete class 4 | 21.9         | NOR  | Ersud          |      |          |      |                 |

### Crawl 50 m
| Klasse             | Snelste tijd | land | Goud            | land | Zilver        | land | Brons        |
| ------------------ | ------------ | ---- | --------------- | ---- | ------------- | ---- | ------------ |
| complete class 3   | 44.0         | NOR  | Harald Gunnerup | NOR  | Hansen        | USA  | R. Hawkes    |
| complete class 4   | 51.0         | FIN  | Tauno Valkama   | USA  | R. Maduro     | USA  | Hall         |
| omplete class 5    | 37.9         | SUI  | Denis Favre     | ARG  | J. Sznitowski | ITA  | Franco Rossi |
| incomplete class 3 | 44.6         | AUT  | Igel            | GBR  | G. Williams   | FRG  | Sodenkamp    |
| incomplete class 4 | 38.4         | ITA  | Enzo Santini    | USA  | Sones         | FRG  | Sinterman    |

### Rugslag 25 m
| Klasse                     | Snelste tijd | land | Goud            | land | Zilver         | land | Brons       |
| -------------------------- | ------------ | ---- | --------------- | ---- | -------------- | ---- | ----------- |
| complete class 1           | 45.4         | FRG  | Stroebel        | GBR  | S. Miles       | AUT  | Schneider   |
| complete class 2           | 31.5         | GBR  | Crowder         | ITA  | Carlo Jannucci | USA  | V. Ward     |
| incomplete class 1         | 34.1         | GBR  | L. Halford      | FRG  | Wetzel         | ITA  | Pasquarelli |
| incomplete class 2         | 31.8         | ITA  | Ottavio Moscone | GBR  | L. Halford     | NOR  | Nilsen      |
| Juniors incomplete class 2 | 26.8         | NOR  | Kalberg         | FRA  | Jarrige        |      |             |
| Juniors incomplete class 4 | 27.1         | NOR  | Ersud           |      |                |      |             |

### Rugslag 50 m
| Klasse             | Snelste tijd | land | Goud          | land | Zilver     | land | Brons            |
| ------------------ | ------------ | ---- | ------------- | ---- | ---------- | ---- | ---------------- |
| complete class 3   | 1:03.8       | USA  | W. Johnson    | USA  | R. Hawkes  | ITA  | Aroldo Ruschioni |
| complete class 4   | 57.0         | USA  | R. Maduro     | GBR  | P. Stanton | ISR  | Globus           |
| omplete class 5    | 48.0         | ARG  | J. Sznitowski | ITA  | Carfagna   |      |                  |
| incomplete class 3 | 48.7         | FRG  | Sodenkamp     | AUT  | Igel       |      |                  |
| incomplete class 4 | 53.8         | ITA  | Enzo Santini  | USA  | Sones      | GBR  | Brindle          |

### Schoolslag 25 m
| Klasse                   | Snelste tijd | land | Goud           | land | Zilver     | land | Brons           |
| ------------------------ | ------------ | ---- | -------------- | ---- | ---------- | ---- | --------------- |
| complete class 1         | 41.1         | FRG  | Stroebel       | AUT  | Schneider  | GBR  | S. Miles        |
| complete class 2         | 30.9         | ITA  | Carlo Jannucci | USA  | V. Ward    | ITA  | Fontana         |
| incomplete class 1 and 2 | 35.2         | FRG  | Wetzel         | GBR  | L. Halford |      |                 |
| incomplete class 2       | 35.9         | ITA  | Renzo Rogo     | ITA  | Grimaldi   | ITA  | Ottavio Moscone |

### Schoolslag 50 m
| Klasse             | Snelste tijd | land | Goud            | land | Zilver     | land | Brons              |
| ------------------ | ------------ | ---- | --------------- | ---- | ---------- | ---- | ------------------ |
| complete class 3   | 1:05.5       | USA  | R. Hawkes       | USA  | W. Johnson | ITA  | Cipriano Gasperini |
| complete class 4   | 1:03.0       | NOR  | Brager          | ITA  | Di Pasquo  | AUT  | Walter Telsnig     |
| omplete class 5    | 1:23.5       | ITA  | Franco Rossi    |      |            |      |                    |
| incomplete class 3 | 52.9         | FRG  | Sodenkamp       | FRG  | Kadau      | AUT  | Igel               |
| incomplete class 4 | 53.8         | NOR  | Harald Gunnerup | NOR  | Leira      | USA  | Sones              |

## Vrouwen

### Crawl 25 m
| Klasse                     | Snelste tijd | land | Goud            | land | Zilver    | land | Brons |
| -------------------------- | ------------ | ---- | --------------- | ---- | --------- | ---- | ----- |
| complete class 1           | 41.6         | NED  | Arriëns-Kappers |      |           |      |       |
| complete class 2           | 39.6         | IRL  | Joan Horan      | AUT  | R. Kuhnel |      |       |
| incomplete class 1         | 1:27.2       | GBR  | Anderson        |      |           |      |       |
| incomplete class 2         | 40.2         | ITA  | Anna Maria Toso |      |           |      |       |
| Juniors incomplete class 4 | 30.3         | NOR  | Vagrum          |      |           |      |       |

### Crawl 50 m
| Klasse             | Snelste tijd | land | Goud             | land | Zilver            | land | Brons |
| ------------------ | ------------ | ---- | ---------------- | ---- | ----------------- | ---- | ----- |
| complete class 3   | 58.5         | AUT  | Berger-Waldenegg | AUT  | I. Driessler      |      |       |
| complete class 4   | 1:18.0       | GBR  | P. Foulds        |      |                   |      |       |
| omplete class 5    | 47.0         | AUS  | Daphne Ceeney    | ARG  | Mier              |      |       |
| incomplete class 3 | 1:15.3       | ARG  | Perazzo          |      |                   |      |       |
| incomplete class 4 | 50.5         | FRG  | Zander           | RHO  | Margaret Harriman | ARG  | Galan |

### Rugslag 25 m
| Klasse                     | Snelste tijd | land | Goud            | land | Zilver          | land | Brons   |
| -------------------------- | ------------ | ---- | --------------- | ---- | --------------- | ---- | ------- |
| complete class 1           | 40.6         | GBR  | Anderson        |      |                 |      |         |
| complete class 2           | 41.6         | AUT  | R. Kuhnel       | GBR  | Susan Masham    |      |         |
| incomplete class 1         | 50.4         | NED  | Arriëns-Kappers |      |                 |      |         |
| incomplete class 2         | 33.7         | GBR  | Masson          | ITA  | Anna Maria Toso | ITA  | Mazzoni |
| Juniors incomplete class 4 | 28.1         | NOR  | Reklev          | NOR  | Myrheim         | NOR  | Vagrum  |

### Rugslag 50 m
| Klasse             | Snelste tijd | land | Goud             | land | Zilver             | land | Brons             |
| ------------------ | ------------ | ---- | ---------------- | ---- | ------------------ | ---- | ----------------- |
| complete class 3   | 1:04.0       | AUT  | Berger-Waldenegg | AUT  | I. Driessler       | GBR  | J. Laughton       |
| complete class 4   | 1:18.1       | GBR  | P. Foulds        | ITA  | Maria Scutti       | AUT  | Dorfel            |
| omplete class 5    | 1:49.2       | GBR  | Maugham          |      |                    |      |                   |
| incomplete class 3 | 1:12.7       | AUT  | Scharf           | FRG  | Marlene Muhlendyck | GBR  | Waller            |
| incomplete class 4 | 54.3         | FRG  | Zander           | ARG  | Djukich            | RHO  | Margaret Harriman |

### Schoolslag 25 m
| Klasse                     | Snelste tijd | land | Goud            | land | Zilver        | land | Brons     |
| -------------------------- | ------------ | ---- | --------------- | ---- | ------------- | ---- | --------- |
| complete class 1           | 50.5         | NED  | Arriëns-Kappers | ISR  | Engel         |      |           |
| complete class 2           | 41.6         | GBR  | Susan Masham    | SUI  | Simone Knusli | AUT  | R. Kuhnel |
| incomplete class 1         | 1:29.2       | GBR  | Anderson        |      |               |      |           |
| incomplete class 2         | 49.2         | ITA  | Anna Maria Toso |      |               |      |           |
| Juniors incomplete class 4 | 37.3         | NOR  | Reklev          |      |               |      |           |

### Schoolslag 50 m
| Klasse             | Snelste tijd | land | Goud             | land | Zilver       | land | Brons             |
| ------------------ | ------------ | ---- | ---------------- | ---- | ------------ | ---- | ----------------- |
| complete class 3   | 1:21.5       | AUT  | Berger-Waldenegg | NED  | E. Gaarlandt | GBR  | J. Laughton       |
| complete class 4   | 2:13.8       | ITA  | Maria Scutti     |      |              |      |                   |
| omplete class 5    | 1:29.9       | AUS  | Daphne Ceeney    |      |              |      |                   |
| incomplete class 3 | 1:57.5       | AUT  | Scharf           |      |              |      |                   |
| incomplete class 4 | 1:05.0       | FRG  | Zander           | GBR  | Edwards      | RHO  | Margaret Harriman |

Atletiek · Basketbal · Boogschieten · Dartchery · Schermen · Snooker · Tafeltennis · Zwemmen
Rome 1960 ·
Tokio 1964 ·
Tel Aviv 1968 ·
Heidelberg 1972 ·
Toronto 1976 ·
Arnhem 1980 ·
New York & Stoke Mandeville 1984 ·
Seoel 1988 ·
Barcelona 1992 ·
Atlanta 1996 ·
Sydney 2000 ·
Athene 2004 ·
Peking 2008 ·
Londen 2012 ·
Rio de Janeiro 2016 ·
Tokio 2020 ·
Parijs 2024 ·
Los Angeles 2028